# Großsteingrab Staunsholte Overdrev 1
Das Großsteingrab Staunsholte Overdrev 1 war eine megalithische Grabanlage der jungsteinzeitlichen Nordgruppe der Trichterbecherkultur im Kirchspiel Farum in der dänischen Kommune Furesø. Es wurde 1855 zerstört.

## Lage
Das Grab lag nördlich von Farum und östlich von Bregnerød direkt am Høveltevej auf dem höchsten Punkt eines Hügels. In der näheren Umgebung gibt bzw. gab es mehrere weitere megalithische Grabanlagen.

## Forschungsgeschichte
1855 wurde das Grab abgetragen. Im Jahr 1875 führten Mitarbeiter des Dänischen Nationalmuseums eine Dokumentation der Fundstelle durch. Zu dieser Zeit waren keine baulichen Überreste mehr auszumachen.

## Beschreibung
Die Anlage besaß eine runde Hügelschüttung unbekannter Größe. Der Hügel bestand aus Erde, die stark mit Kies und Feuerstein-Grus durchsetzt war. Der Hügel enthielt eine Grabkammer, die als Urdolmen anzusprechen ist. Sie bestand aus vier Wandsteinen und einem darauf ruhenden sehr großen Deckstein. Zur Orientierung und den Maßen der Kammer liegen keine Angaben vor.